# أبو جريدة
أبو جريدة هي إحدى قرى مركز فارسكور التابع لمحافظة دمياط بجمهورية مصر العربية.